# Strategic and Defence Studies Centre
Das Strategic and Defence Studies Centre (SDSC) (deutsch: Zentrum für  Strategie- und Verteidigungsstudien) ist Teil der Forschungsschule für Pazifik und Asienstudien an der Australian National University. Als das am längsten etablierte Zentrum in Australien für das Studium von Strategie- und Verteidigungspolitik sowie weiteren sicherheitsrelevanten Feldern ist das SDSC seit vielen Jahren eine der führenden regionalen und globalen Denkfabriken für Sicherheits- und Verteidigungspolitik. Der derzeitige Leiter des SDSC ist Professor Hugh White.

## Geschichte
Das Zentrum wurde 1966 von Professor T.B. Millar gegründet, um das Studium von australischen, regionalen und globalen strategischen und verteidigungsrelevanten Bereichen voranzutreiben. Die Kernpriorität des SDSC ist es, "[to] contribute to the national public debate on strategic, defence and wider security issues [...], foster regional dialogue and interactions on security questions [...], publish top quality scholarly research [and] deliver high-quality graduate teaching".

## Tätigkeiten
Um dies zu erreichen, veröffentlicht das SDSC die im Peer-Review geprüften Canberra Papers on Strategy and Defence sowie die SDSC Working Papers. Zusätzlich veranstaltet es regelmäßig Konferenzen, Seminare und Foren mit wichtigen nationalen und internationalen Akademikern, politischen Entscheidungsträgern und Vertretern des Militärs. Zur Förderung qualitativ hochwertiger Forschung im Dreieck Sicherheits-, Strategie- und Verteidigungspolitik verleiht das SDSC seit 2003 gemeinsam mit der Australian National University und dem australischen Verteidigungsministerium die nach einem früheren australischem Verteidigungsminister benannten Sir Arthur Tange PhD Scholarships in Strategic & Defence Policy an herausragende Doktoranden.
Die Mitarbeiter des SDSC veranstalten regelmäßig Vorlesung und Seminare an anderen Fakultäten der ANU sowie an anderen nationalen und internationalen Universitäten. Darüber hinaus unterstützt das Zentrum verschiedene australische Regierungsstellen in beratender Funktion und war entscheidend am Aufbau der Sektion für Strategische Studien an Australiens Hauptinstitution für Verteidigungstraining, dem Australian Defence College, beteiligt. Das SDSC hilft dem australischen Verteidigungsministerium und dem australischen Ministerium für Auswärtige Angelegenheit und Handel in der Behandlung und Bewertung strategischer und verteidigungspolitischer Fragen und veranstaltet spezielle Trainingskursen für die Mitarbeiter dieser Ministerien.
An das SDSC ist das Graduate Studies in Strategy and Defence Program (zu deutsch etwa: Programm für Graduiertenstudien in Strategie und Verteidigung) angegliedert, welches, im Unterschied zu den meisten anderen Denkfabriken, eine akademische Ausbildung zu sicherheitsrelevanten Bereichen für Postgraduierte anbietet. Jährlich fördert das SDSC im Rahmen dieses Programms bis zu drei herausragende Studenten mit einem T.B. Millar Scholarship.